# Day Before the End
Day Before the End – album studyjny polskiej grupy muzycznej Totem. Wydawnictwo ukazało się 25 sierpnia 2005 roku nakładem wytwórni muzycznej Empire Records. W Europie Wschodniej album ukazała się nakładem CD-Maximum. W 2008 roku płyta została wznowiona przez firmę Metal Mind Productions. Nagrania zarejestrowano w olkuskim studiu Zed we współpracy z producentem muzycznym Tomaszem Zalewskim. W ramach promocji do utworu „Thrash the South” został zrealizowany teledysk.

## Lista utworów
Opracowano na podstawie materiału źródłowego.
1. „Day Before The End” – 4:25
2. „The Race (P.O.C.B.F.E.O.O.M.)” – 5:31
3. „Merry – Go – Round” – 4:27
4. „Taste Of Life” – 5:23
5. „Lost Dimension” – 5:28
6. „Thrash The South” – 6:09
7. „For” – 6:17

## Twórcy
Opracowano na podstawie materiału źródłowego.
| - Weronika „Wera” Zbieg – wokal - Marcin „Auman” Rdest – wokal - Łukasz „Fulba” Fulbiszewski – gitara basowa - Gniewomir „Rudy” Latacz – gitara | - Tomasz „Dzierżu” Dzierżek – gitara - Tomasz „Toma” Ochab – perkusja - Tomasz Zalewski – inżynieria dźwięku, miksowanie |